# Гігант із пустелі Атакама
19°56′56″ пд. ш. 69°37′59″ зх. д. / 19.94889° пд. ш. 69.63306° зх. д.

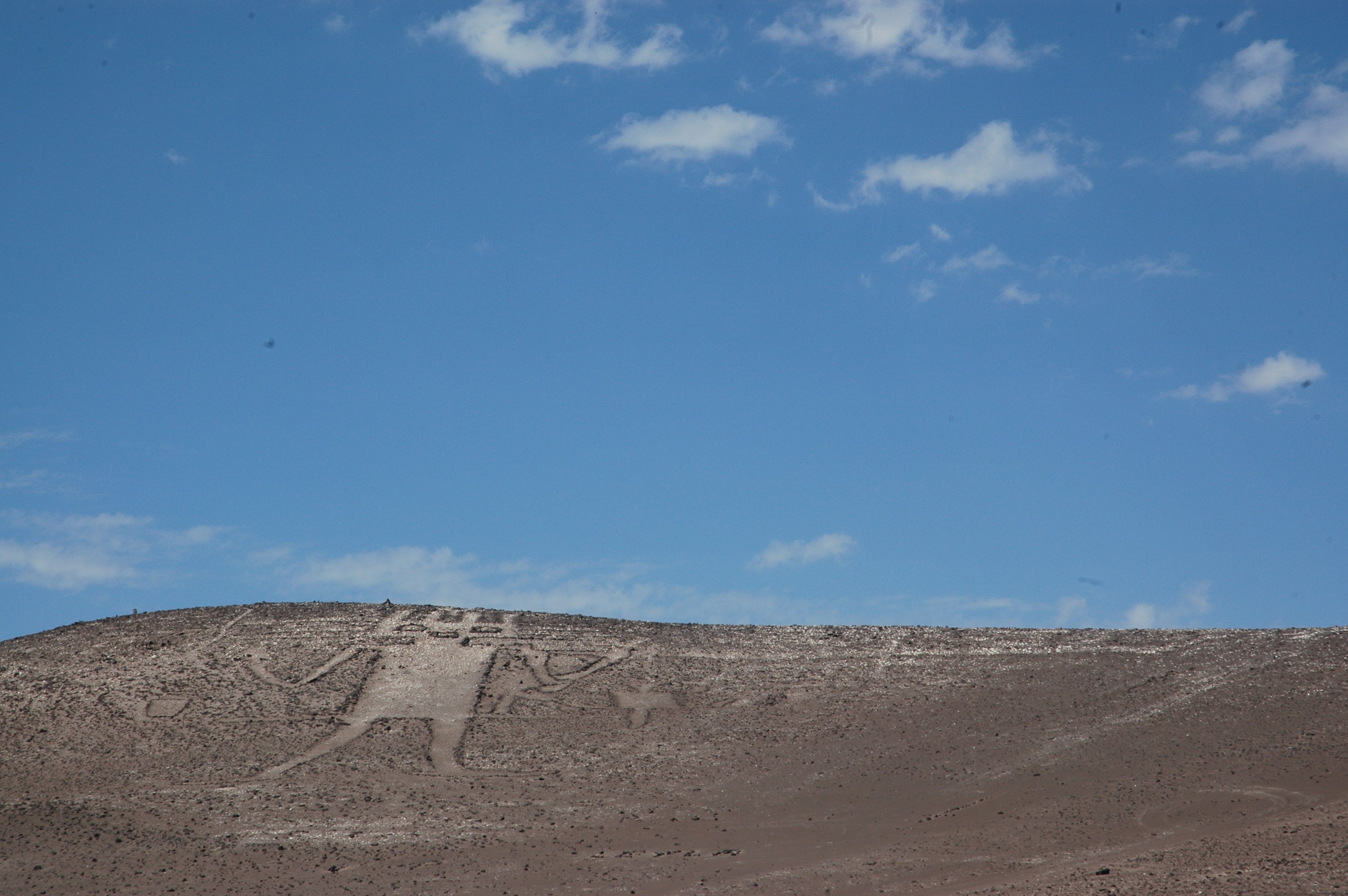
Гігант на горі Сьєрро Уніка (Серро Юніта, Солітарі)

Контур і обрис гіганта Тарапака

Гігант із пустелі Атакама (ісп. Gigante de Atacama) — великий антропоморфний геогліф. Геогліф є найбільшим доісторичним антропоморфним малюнком у світі, довжиною 86 метрів.
Зображення гіганта розташовується за 1370 км від геогліфів пустелі Наски, на самотній горі Сьєрра-Уніка в пустелі Атакама (Чилі), неподалік від міста Уара. Зображення називають «Тарапака». Зображення важко піддається ідентифікації. Повністю побачити цей геогліф можна лише з літака.
Творці цього зображення невідомі.
Окрім Тарапаки, в Атакамі зустрічаються й інші геогліфи.

## Інтернет-ресурси
- Гигант из Атакамы [Архівовано 5 листопада 2012 у Wayback Machine.] на сайте Вокруг света
- Информация о странных объектах в пустыне Атакама // livejournal — ru_fenomen
- Гігант Тарапка // coolplaces.ru
- Информация о странных объектах в пустыне Атакама (англ.)
- Гігант з Атаками [Архівовано 17 серпня 2011 у Wayback Machine.] в Google Earth (відео)
- Гігант Тарапака [Архівовано 14 жовтня 2016 у Wayback Machine.] на YouTube

| Чилі | Це незавершена стаття з географії Чилі. Ви можете допомогти проєкту, виправивши або дописавши її. |